# 123
Het jaar 123 is het 23e jaar in de 2e eeuw volgens de christelijke jaartelling.

## Gebeurtenissen

### Klein-Azië
- Keizer Hadrianus maakt een inspectiereis door Klein-Azië (Turkije). In Claudiopolis (Pontus et Bithynia) ontmoet hij tijdens een literaire avond de 12-jarige Antinoüs, de jongen wordt zijn vertrouweling en geliefde.

### Griekenland
- Kifisia, een voorstad van Athene, wordt een trekpleister voor filosofen. De Griekse redenaar, Herodes Atticus laat er de "Villa Kifissia" bouwen.

### China
- Zhang Heng, Chinees minister en astronoom, corrigeert de kalender. Hierdoor loopt deze opnieuw gelijk met de vier jaarlijkse seizoenen.

## Overleden
- Parthamaspates, koning van Parthië en Armenië